# Dixon (Illinois)
Dixon è una city negli Stati Uniti d'America, capoluogo della Contea di Lee, nello stato dell'Illinois.
La cittadina deve il nome al suo fondatore John Dixon che dal 1830 vi operava con un servizio di traghetti a fune lungo il Rock River che la attraversa. Infatti fino al XIX secolo la località era conosciuta come Dixon's Ferry.
L'insediamento è gemellato dagli anni '80 con la città russa di Dikson (Krasnojarsk).